# Iconòstasi

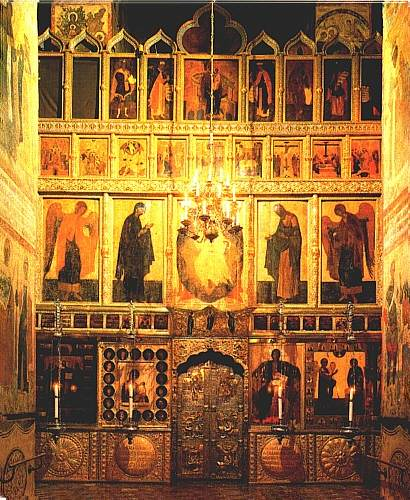
Iconòstasi de la Catedral de l'Anunciació al Kremlin de Moscou, obra de Teòfanes el Grec (1405)

La iconòstasi és un mur d'icones i pintures religioses que separa la nau principal del santuari o presbiteri en les esglésies cristianes de ritu bizantí, particularment les de tradició ortodoxa. La paraula prové del grec εἰκονοστάσι (-ον) (eikonostási (-a)), encara d'ús comú a Grècia i Xipre, que vol dir "icona en peu". Arquitectònicament, l'iconostàsi és una evolució del tèmplon romà d'Orient, en un procés completat el segle xv.